# Stephan August Winkelmann
Stephan August Winkelmann (* 28. Januar 1780 in Braunschweig; † 21. Februar 1806 ebenda) war ein Professor in Braunschweig, Mediziner und Dichter.

## Leben
Seine Eltern waren der Kaufmann und Weinhändler Dietrich Wilhelm Winckelmann (* 22. Januar 1732; † 1799) und dessen Ehefrau Marianne Luise Leisewitz (* 30. Mai 1753; † 30. April 1818), eine Schwester des Dichters Johann Anton Leisewitz.
Er besuchte die Schule in Braunschweig und ab 1797 das Collegium Carolinum. Dann immatrikuliert er am 6. Mai 1799 der Universität Jena. Im Mai 1801 wechselte er nach Göttingen, wo er zum Magister der Philosophie und am 1. April 1803 zum Doktor der Medizin promovierte. Er war zunächst Privatdozent der medizinischen Fakultät und las über Physiologie und Anthropologie. Nach dem Tode des Professors Roose († 21. März 1803), der in Braunschweig am Theatrum anatomico-chirurgicum und am Collegium Carolinum unterrichtete, bewarb sich Winckelmann um dessen Nachfolge. Am 18. Mai 1803 wurde er in die Liste der Ärzte des Herzogtums Braunschweig aufgenommen, und am 27. Juli 1803 zum Professor am Theatrum anatomico-chirurgicum ernannt. Er las hier über Physiologie, Pathologie, gerichtliche Arznei, medizinische Polizei (diese nach seinem Grundrisse der öffentlichen Gesundheitspflege) und nach dem Abgang des Professors Horn auch über Arzneimittel. Außerdem übernahm er von demselben Zeitpunkt an am Collegium Carolinum das Lehrfach der Anthropologie. Daneben entfaltete er auch eine eifrige schriftstellerische Tätigkeit auf den verschiedenen Gebieten seines Lehramts. Doch setzte der Tod der erfolgreichen Tätigkeit dieses hoffnungsvollen Mannes ein frühes Ende; bereits am 21. Februar 1806 raffte ihn ein Nervenfieber fort.
Er hatte Kontakte zu vielen prominenten Dichtern und Schriftstellern seiner Zeit wie Henry Crabb Robinson, Carl von Savigny, Johann Wilhelm Ritter, Heinrich Steffens, Sophie Mereau und Bettina von Arnim. So wurden auch die ersten Bänden von Des Knaben Wunderhorn von Clemens Brentano und Achim von Arnim unter der Aufsicht von Winckelmann gedruckt.
Er war auch dichterisch veranlagt. So schrieb er einige geistliche Lieder, von denen eines („Herr, lasse unser Schifflein heute“) in Knapps evangelischem Liederschatz II abgedruckt ist.
Der literarische Nachlass von Winkelmann wurde 1806 von Achim von Arnim übernommen, eigentlich wollte er diesen veröffentlichen. Er lagerte aber bis 1945 in Schloss Wiepersdorf und gilt seitdem als verschollen.

## Werke
- Literatur der öffentlichen Armen- und Krankenpflege in Deutschland. Hahn, Hannover 1802[6]
- Einleitung in die dynamische Physiologie. Heinrich Dieterich, Göttingen 1803 (Digitalisat)
- Kenntniß der öffentlichen Gesundheitspflege. Wilmans, Frankfurt am Main 1804 (Digitalisat)
- Entwurf der dynamischen Pathogenie. Reichard, Braunschweig 1805 (Digitalisat)
- Archiv für Gemüths- und Nervenkrankheiten. Oehmigke d. J., Berlin 1805 (Digitalisat)
- Beobachtungen über den Wahnsinn : nebst Prüfung der Gallschen Schädellehre. Oehmigke d. J., Berlin 1806 (Digitalisat)

Das Lehrgedicht Paramythe von 1803 und eine Gedichtsammlung Vergißmeinnicht (1806) gelten als verschollen.